# Vanden Plas (England)
Vanden Plas (England) Ltd. war ein britisches Karosseriebauunternehmen, das zeitweise auch als eigenständige Automarke geführt wurde. Das Unternehmen hatte in der Gründungszeit Verbindungen zum belgischen Karosseriehersteller Van den Plas, war aber organisatorisch und rechtlich selbstständig und überdauerte den belgischen Betrieb um mehrere Jahrzehnte. Nach dem Zweiten Weltkrieg gehörte Vanden Plas zunächst zur Austin Motor Company und später zur British Motor Corporation (BMC) und deren Nachfolgern. BMC nutzte den Namen „Vanden Plas“ ab den späten 1960er Jahren für einige Jahre im Rahmen von Badge Engineering und schließlich als Bezeichnung besonders hochwertiger Ausstattungsversionen der gängigen Konzernmodelle.

## Geschichte

### Selbständiges Karosseriebauunternehmen

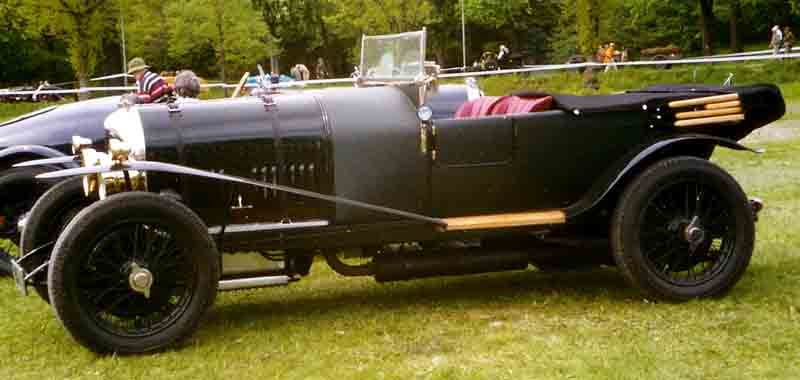
Bentley 3 Litre Vanden Plas Tourer, Bj. 1925

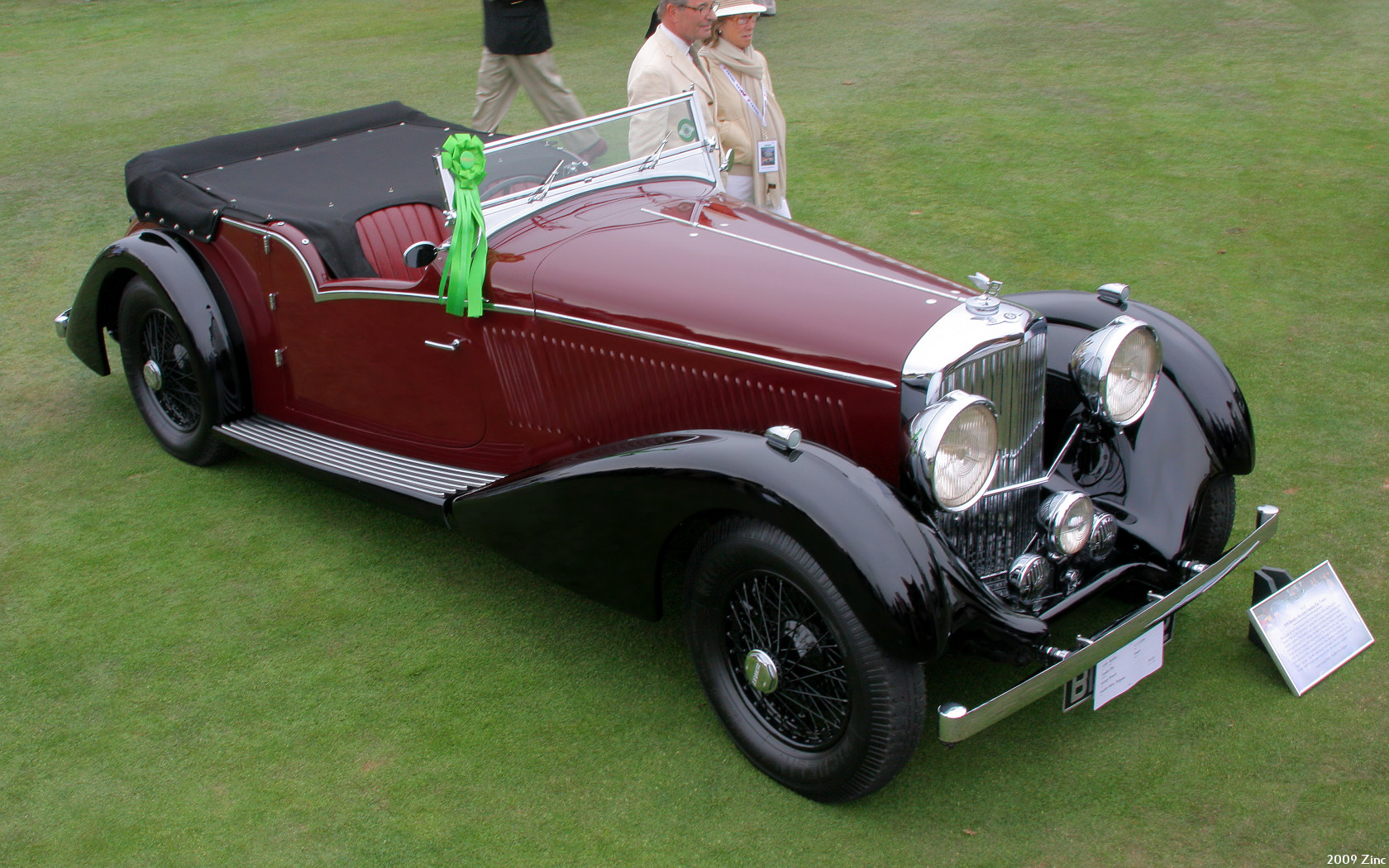
Bentley 4 1/4 Litre Tourer mit Vanden-Plas-Karosserie, Bj. 1936

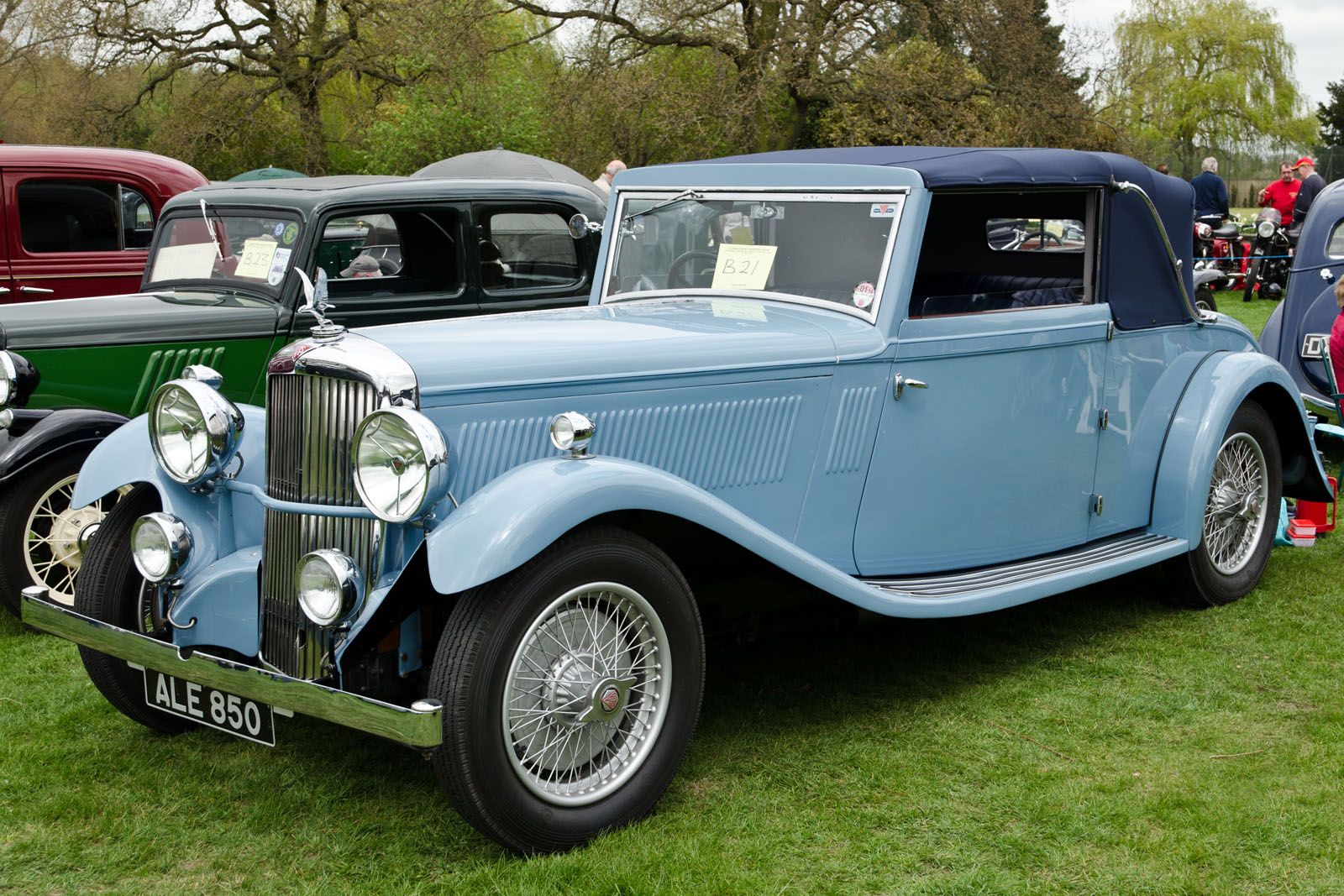
Alvis Crested Eagle Drophead Coupé mit Vanden-Plas-Aufbau, Bj. 1933

Vanden Plas ging auf eine Verbindung des belgischen Karosserieherstellers Van den Plas mit dem in der gleichen Branche tätigen britischen Unternehmen Théo Masui Ltd. zurück. Masui unterhielt eine Automobilwerkstatt im Londoner Stadtbezirk Westminster. Van den Plas, ein 1870 in Brüssel gegründetes Unternehmen, stellte mit Beginn des 20. Jahrhunderts, nunmehr in Antwerpen ansässig, Automobilkarosserien für hochwertige Chassis her, unter anderem für die belgischen Hersteller Minerva und Métallurgique. Als Métallurgique 1906 begann, Fahrzeuge mit Van-den-Plas-Aufbauten nach Großbritannien zu exportieren, wurde der Karosseriehersteller auch dort bekannt. Van den Plas erhielt wiederholt vorteilhafte Beurteilungen in der britischen Presse. Um von dem Renommee der belgischen Karosserien zu profitieren, erwarben Théo Masui und sein Geschäftspartner Warwick Wright 1913 die Rechte, den Namen „Van den Plas“ exklusiv in Großbritannien zu nutzen. Die Théo Masui Ltd. wurde daraufhin in Vanden Plas (England) Ltd. umbenannt, wobei der britische Betrieb eine geringfügig andere Schreibweise des Namens verwendete.
Zu Beginn des Ersten Weltkriegs übernahm der Flugzeughersteller Aircraft Manufacturing Vanden Plas einschließlich des Personals und aller Betriebsgegenstände. Vanden Plas wurde in den folgenden Jahren in die Produktion von Flugzeugen eingebunden. Als der Bedarf an Flugzeugen nachließ, kam es zu einer Ausgründung des Karosseriebaubetriebs. Das Unternehmen erhielt die Bezeichnung Vanden Plas (England) 1917 Ltd. Zwei Jahre später nahm es, nunmehr mit Betriebsanlagen in Hendon ansässig, die Fertigung von Automobilkarosserien wieder auf. In den nächsten Jahren waren sowohl Vanden Plas (England) als auch das belgische Unternehmen Van den Plas mehrfach nebeneinander auf britischen Automobilausstellungen vertreten. Anhaltspunkte für eine Zusammenarbeit gibt es allerdings nicht.
Vanden Plas (England) litt zu Beginn der 1920er Jahre an erheblichen wirtschaftlichen Schwierigkeiten, die letztlich 1923 in einer Insolvenz mündeten. Der bisherige Manager Edwin Fox übernahm zusammen mit seinen Brüdern Alfred und Frank die Markenrechte und gründete nach einem Management-Buy-out das Unternehmen Vanden Plas (England) 1923. Das Unternehmen zog in den Stadtteil Kingsbury um, wo es die Werkshallen des kurz zuvor aufgelösten Automobilherstellers Kingsbury Engineering übernahm. Dank guter Kontakte zu den benachbarten Bentley-Werken wurde Vanden Plas in den folgenden Jahren zu einem der bevorzugten Karosserielieferanten Bentleys. 1924 entstanden bereits 84 Aufbauten für Bentley, bis 1931 waren es zusammengenommen mehr als 700 Karosserien. Insgesamt kleidete Vanden Plas mehr als ein Viertel aller Bentley-Modelle der Ära bis 1931 ein. Umgekehrt war Bentley in der zweiten Hälfte der 1920er Jahre der mit Abstand größte Abnehmer für Vanden-Plas-Karosserien; parallel fertigte das Unternehmen nur vereinzelt Aufbauten für Chassis von Alfa Romeo, Daimler, Delage und Rolls-Royce.
Als Bentley 1931 zahlungsunfähig wurde, brach für Vanden Plas die Geschäftsgrundlage weg. Dem Management gelang es allerdings, in kurzer Zeit neue Vereinbarungen mit verschiedenen Automobilhändlern wie Jack Barclay und Warwick Wright einzugehen. Von ihnen erhielt Vanden Plas in den frühen 1930er Jahren regelmäßig größere Aufträge für Sonderkarosserien. Sie betrafen in erster Linie Chassis von Alvis und Invicta; daneben entstanden aber auch Aufbauten für Lagonda, Rolls-Royce und auch wieder für Bentley, inzwischen ein Rolls-Royce-Tochterunternehmen. In dieser Zeit erwarb Vanden Plas einen Ruf für außergewöhnlichen Stil und hohe Fertigungsqualität.
Während des Zweiten Weltkriegs fertigte Vanden Plas Flugzeugteile für De Havilland.

### Tochterunternehmen von Austin, BMC und Nachfolgern

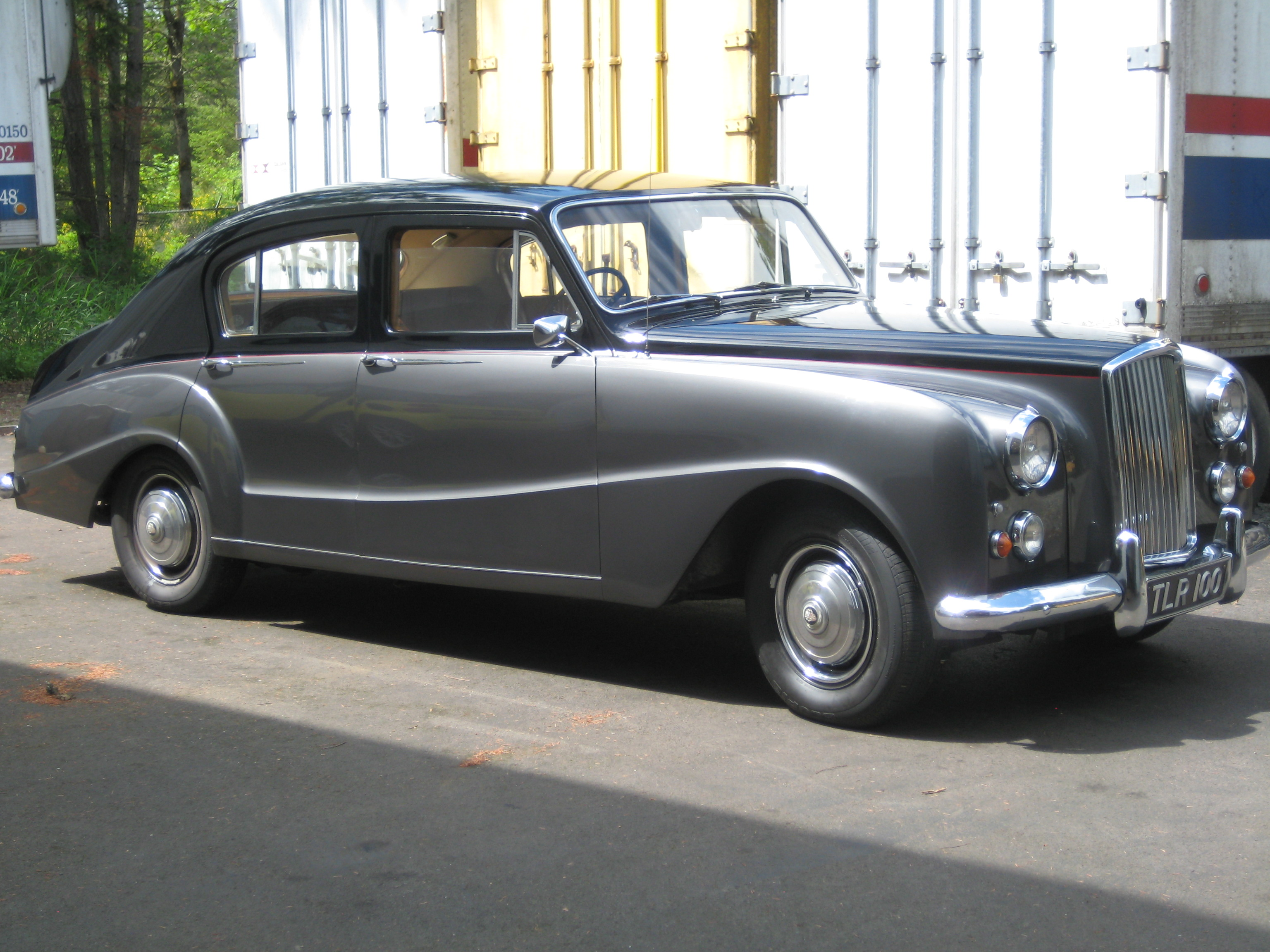
Bei Vanden Plas gebaut: Austin Princess IV

Nach dem Ende des Krieges bemühte sich das Management, das noch immer aus den Mitgliedern der Familie Fox bestand, um eine Wiederaufnahme der Karosserieproduktion, blieb aber zunächst erfolglos. Eine Vereinbarung mit Rolls-Royce scheiterte überraschend, andere Aufträge ergaben sich zunächst nicht. 1946 kam es zu einem Verkauf des Unternehmens. Die Austin Motor Company war auf der Suche nach einem Hersteller für ein neues Oberklassemodell, der in die Unternehmensstruktur eingegliedert werden sollte. Die Wahl fiel auf Vanden Plas. Die Familie Fox verkaufte das Unternehmen für 90.000 £ an Austin. Als der neue Eigentümer 1952 mit der Morris Motor Company zur British Motor Corporation (BMC) fusionierte, wurde auch Vanden Plas Teil des neuen Konzerns. Vanden Plas blieb bis 1967 innerhalb des Konzerns ein formal eigenständiges Unternehmen; danach wurde es zu einer bloßen Abteilung („Division“) innerhalb der British Leyland Motor Corporation, die ihrerseits durch mehrere Fusionen aus der BMC hervorgegangen war.
In der Austin- bzw. BMC-Ära hatte Vanden Plas eine wechselhafte Position. Anfänglich war das Unternehmen weiterhin als bloßer Karosseriehersteller tätig, später wurde es zu einer eigenen Automarke. In den 1970er Jahren verschwand allerdings die Eigenständigkeit komplett, und Vanden Plas wurde als bloßes Label zum Spielball in der Badge-Engineering-Politik des BMC-Konzerns. 1980 endete auch diese Phase; danach nutzten British Leyland und die Nachfolgeunternehmen Rover und Jaguar den Begriff Vanden Plas nur noch zur Bezeichnung besonders hochwertiger Ausstattungsvarianten.

#### Karosserielieferant für Austin
Vanden Plas stellte ab 1947 den Austin A135 Princess her, eine Repräsentationslimousine mit einem 4,0 Liter großen Reihensechszylindermotor, die in unterschiedlich langen Radständen erhältlich war. Der Princess war das Spitzenmodell in der Austin-Palette und später auch im BMC-Programm. Fahrgestelle und Motoren wurden von Austin zugeliefert. Die Karosserien waren standardisiert; im Laufe der Jahre änderten sich immer wieder einige Details. Zumeist griffen die Vanden-Plas-Aufbauten einige Stilelemente zeitgenössischer Rolls-Royce-Modelle auf. Die Austin-Modelle waren aber deutlich günstiger als die Limousinen aus Crewe.
Die direkten Konkurrenten waren die großen Limousinen von Daimler (DE 27, DE 36 und Regina) und Humber (Imperial). Einige Princess-Modelle dienten in den britischen Kolonien als Staatskarossen. Bis 1959 gab es vier Serien des Princess. Danach endete die Vermarktung des Fahrzeugs unter dem Markennamen Austin.
Neben dem Princess fertigte Vanden Plas keine weiteren Aufbauten. In der Austin-Ära entstanden daneben lediglich einige Unikate, vor allem Ausstellungsstücke.

#### Eigenständige Automobilmarke

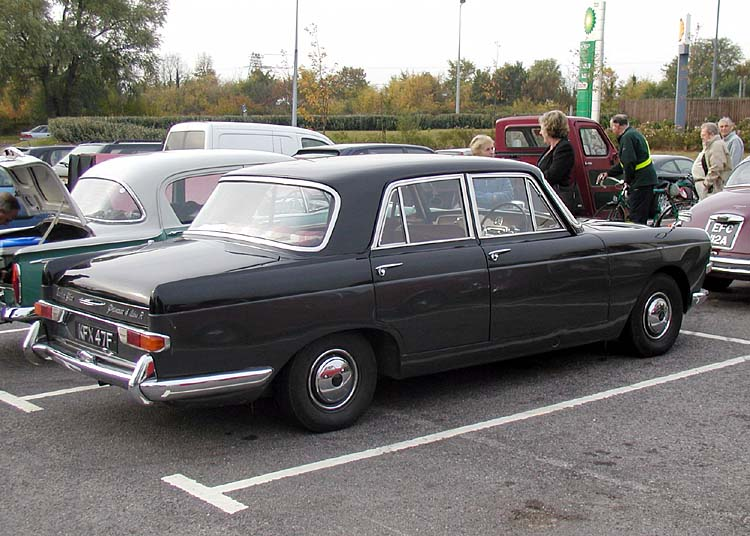
Eigenständiges Modell: Vanden Plas 4 Litre R

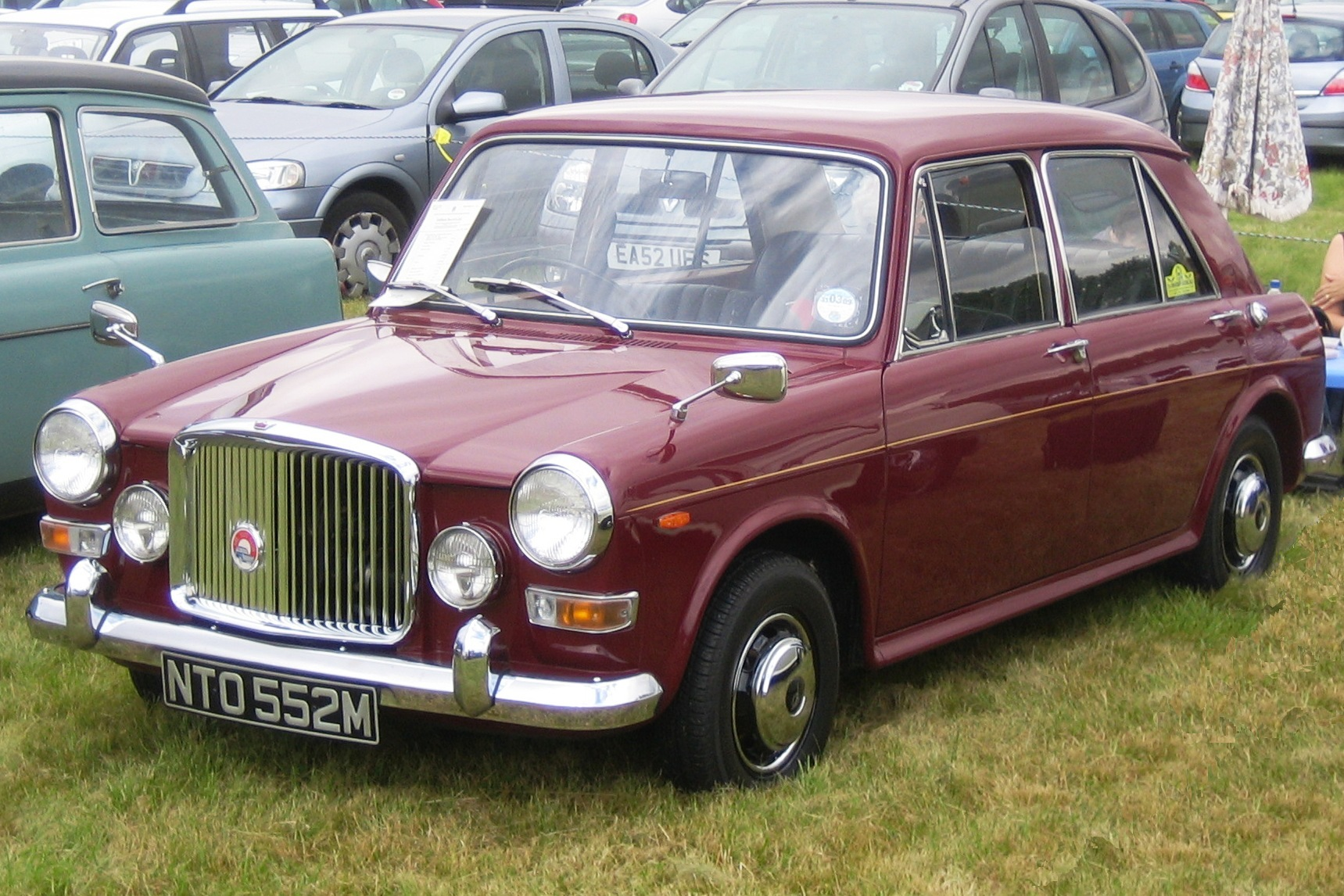
Badge Engineering: Vanden Plas 1300 (ADO16)

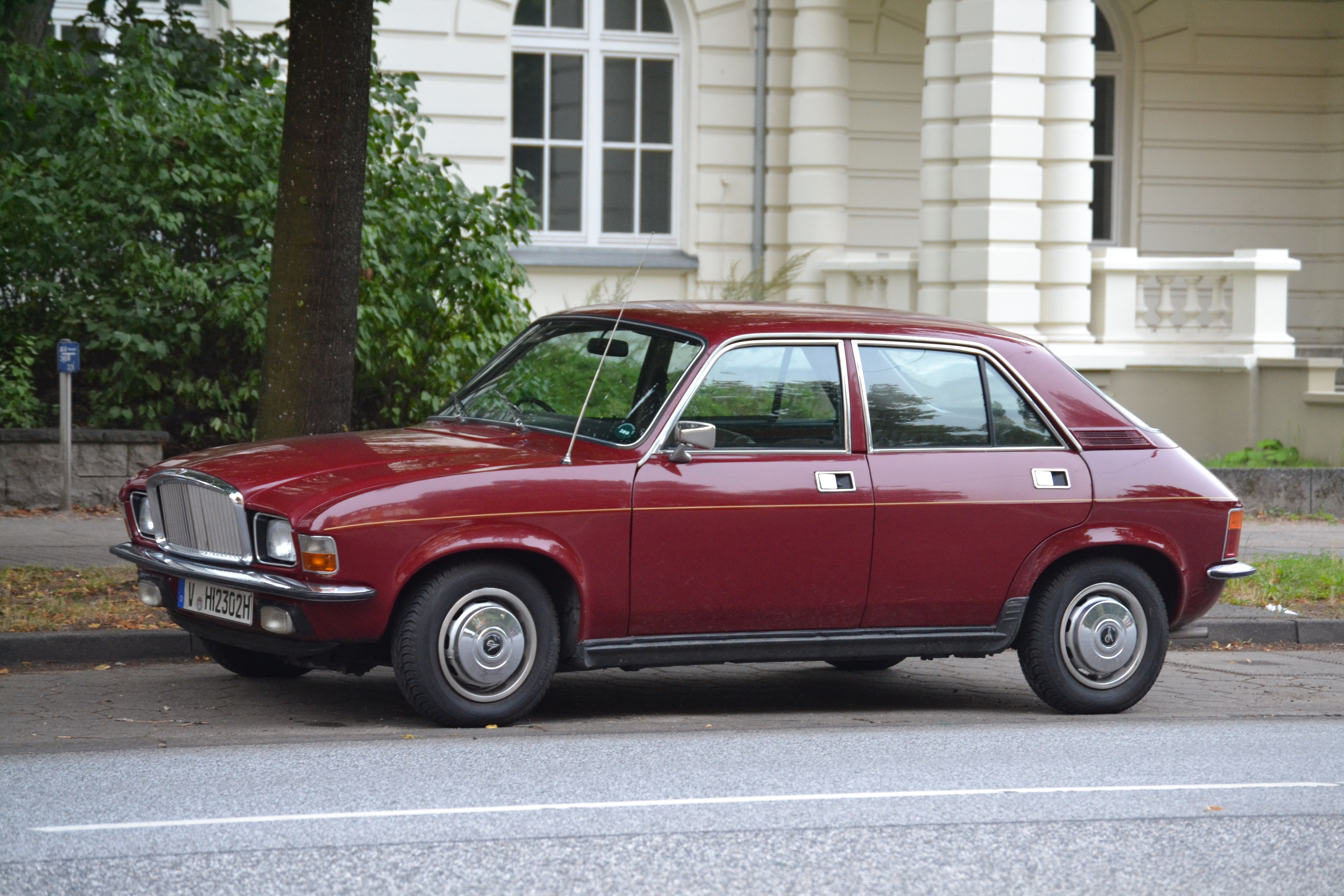
Abgewandelter Allegro: Vanden Plas 1500

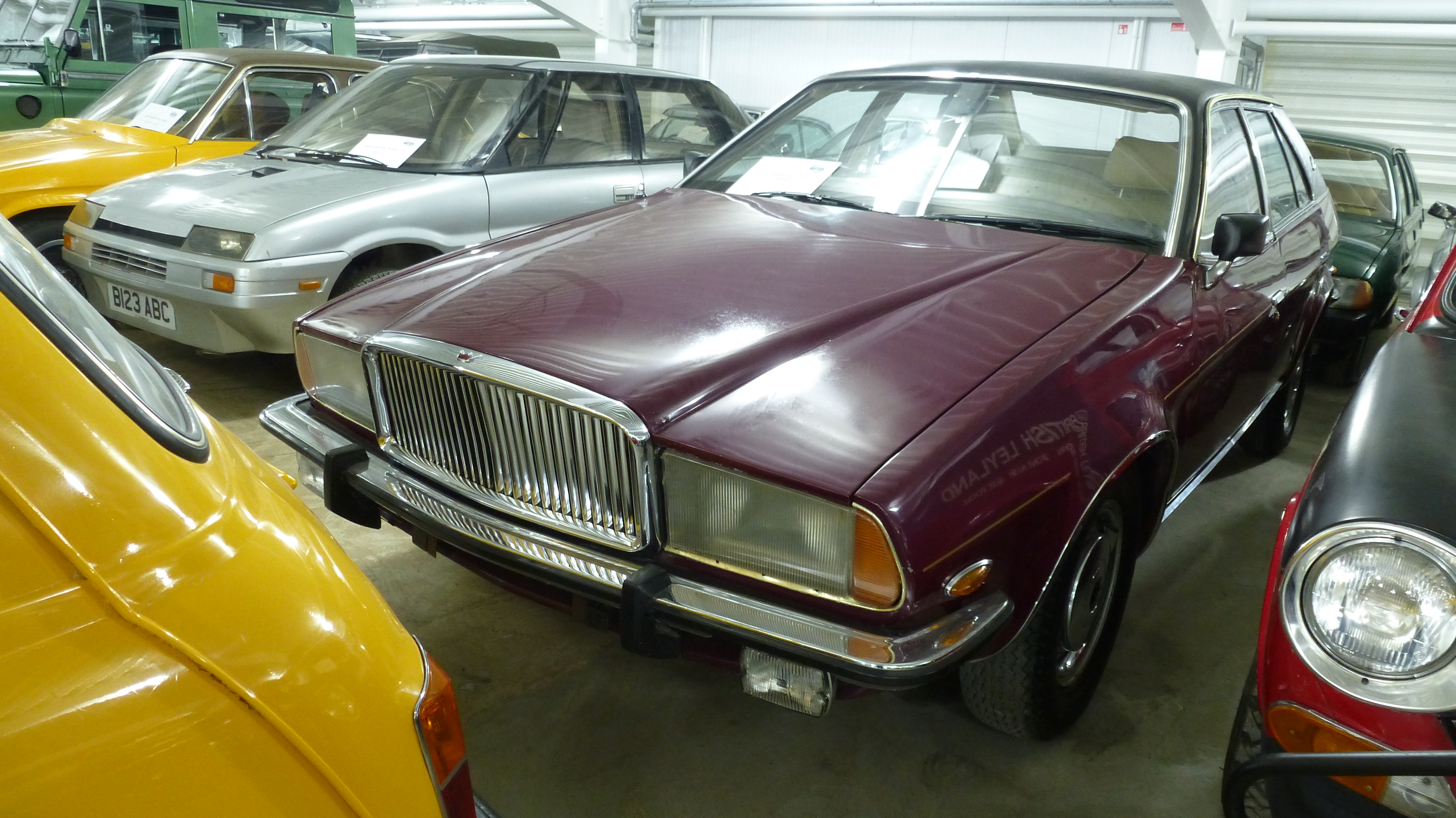
Nicht in Serie produziert: Vanden-Plas-Version des ADO71 („The Wedge“)

1960 machte die BMC Vanden Plas zu einer eigenständigen Automarke. Vanden Plas stellte nunmehr die Spitze innerhalb der Konzernhierarchie dar und war für das Segment der Oberklasse zuständig. Die Modellpolitik war zweigleisig ausgerichtet. Einerseits fertigte Vanden Plas jedenfalls in den ersten Jahren noch einige eigenständige Modelle, die kein direktes Gegenstück bei anderen Marken des BMC-Konzerns hatten. Zur gleichen Zeit vermarktete BMC auch herkömmliche Mittelklassefahrzeuge, die einen geänderten Kühlergrill und eine hochwertige Innenausstattung erhalten hatten, als Vanden-Plas-Modelle. Diese Badge-Engineering-Modelle machten den weitaus größeren Teil der Vanden-Plas-Produktion aus. Nachdem BMC 1968 zur British Leyland Motor Company geworden war, liefen die eigenständigen Vanden-Plas-Modelle unverzüglich aus; Vanden Plas war nun nur noch im Bereich des Badge Engineering vertreten.
Zu den eigenständigen Modellen der Marke gehörte die Vanden Plas Princess 4 Litre Limousine. Sie wurde ab 1960 angeboten und war der Nachfolger des 1959 eingestellten Austin A135 Princess Series IV. Das Modell entsprach technisch seinem Vorgänger, hatte aber eine geringfügig überarbeitete Karosserie. Mit diesem Modell bediente BMC in den 1960er-Jahren das Segment der Repräsentationslimousinen. Es wurde eingestellt, nachdem durch die Fusion zur BLMC auch Jaguar und Daimler in den Konzern aufgenommen worden war: Dadurch konnte BLMC den Oberklassemarkt mit den prestigeträchtigeren Daimler-Limousinen abdecken. Ein weiteres Modell mit einer gewissen Eigenständigkeit waren der Vanden Plas Princess 3 Litre und der Vanden Plas Princess 4 Litre R, der zwar eine von einem Austin abgeleitete Karosserie hatte, technisch allerdings die Besonderheit eines von Rolls-Royce entwickelten Sechszylindermotors aufwies. Es handelte sich dabei um die Konstruktion, die für den Einsatz in dem letztlich nicht verwirklichten Modell Rolls-Royce Rangoon vorgesehen war. Die Produktion des 4 Litre R endete 1967.
Daneben erschien der Namen Vanden Plas auch bei hochpreisigen Versionen verschiedener Großserienmodelle der BMC-Konzerns und seiner Nachfolger:
- Der Vanden Plas Princess 1100 und Vanden Plas Princess 1300 waren Luxusversionen des von Alec Issigonis entwickelten Kompaktfahrzeugs BMC ADO16. Diese Baureihe wurde unter nahezu allen Konzernmarken verkauft, wobei Motorisierungsvarianten und Karosseriedetails vielfach miteinander kombiniert wurden. Die Vanden-Plas-Version war noch oberhalb der Wolseley-Ausführung (Wolseley 1100 und Wolseley 1300) positioniert und stellte die teuerste Version dieser Konstruktion dar. Der Princess hatte einen markentypischen verchromten Kühlergrill mit vertikalen Streben und ein Arrangement der vorderen Leuchten, das an den Princess 4 Litre R erinnerte. Im Innenraum gehörten Lederbezüge für die Sitze und Echtholzverkleidungen des Armaturenträgers zur Serienausstattung. Die Princess 1100 und 1300 machten alle technischen Entwicklungsschritte des ADO16 mit. Der letzte Princess 1300 lief 1974 vom Band. Die Fahrzeuge sind heute gesuchte Sammlerstücke.
- Der 1975 vorgestellte Vanden Plas 1500 und der 1750 waren Abwandlungen des Austin Allegro (BMC ADO67). Sie lösten den Princess 1100 und 1300 ab. Auch die Vanden-Plas-Version des Allegro hatte einen eigenständigen Kühlergrill und eine Innenausstattung aus Holz und Leder. Die ersten beiden Serien des Allegro waren als Vanden-Plas-Variante erhältlich. Anlässlich der Einführung der dritten Allegro-Serie, die äußerlich breite Stoßfänger aus schwarzem Kunststoff hatte, kam es noch zur Entwicklung eines Vanden-Plas-Prototyps auf dieser Basis; in die Serienfertigung ging das Modell dann allerdings nicht mehr.

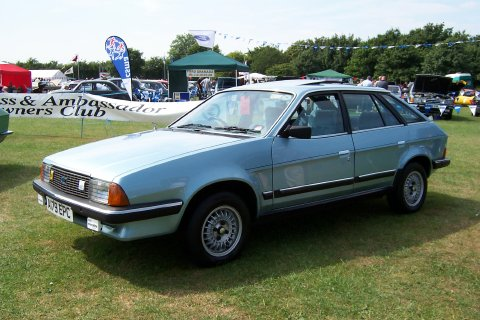
Austin Ambassador Vanden Plas

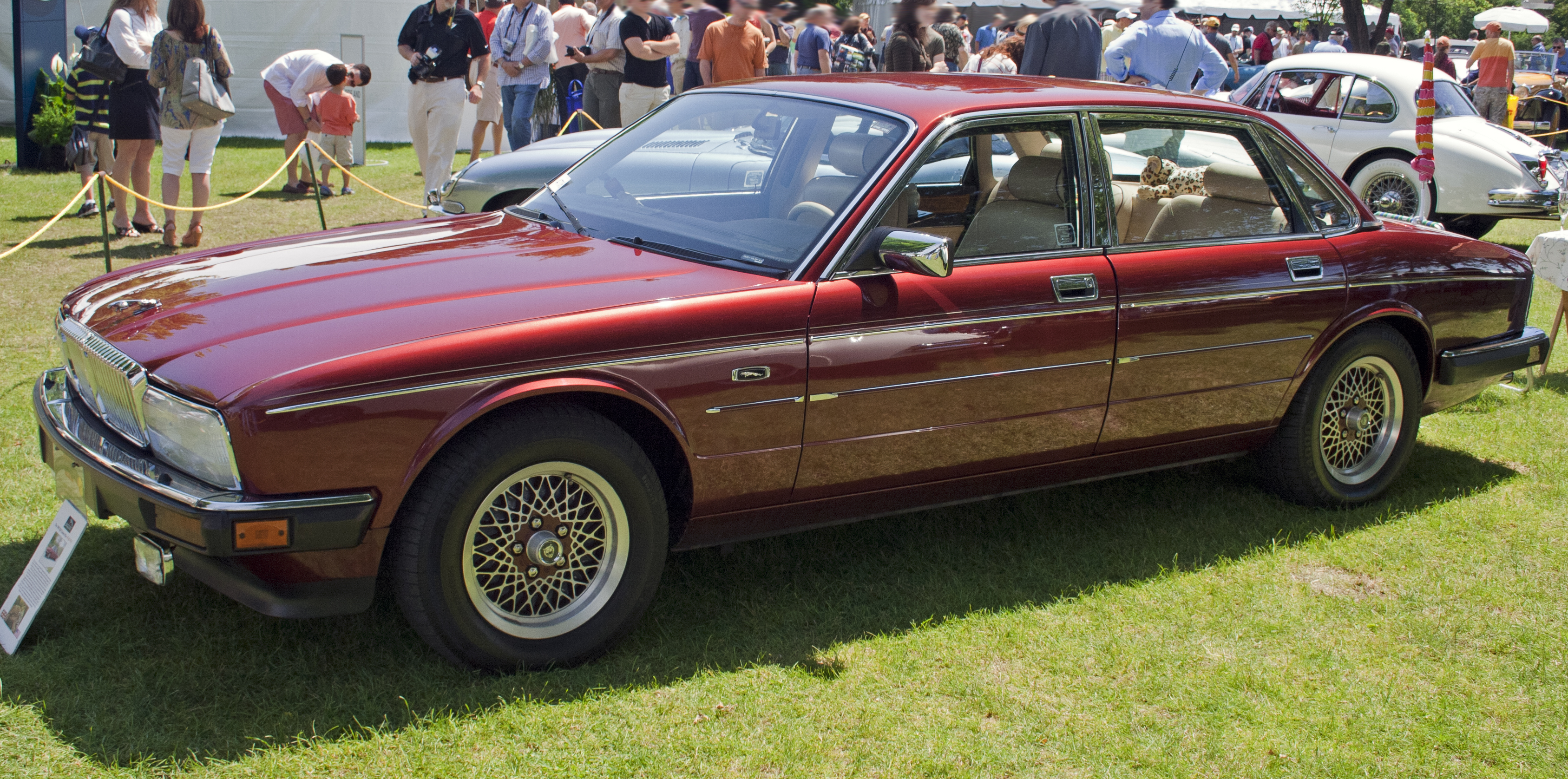
Für den US-Markt: Jaguar Vanden Plas, Bj. 1990

- Anlässlich der Einführung des landläufig „The Wedge“ (der Keil) genannten Mittelklassemodells BLMC ADO71 im Jahr 1975, das anfänglich als Austin 1800 und 2200, Morris 1800 und 2200 sowie als Wolseley 2200 verkauft wurde, entwickelte British Leyland auch eine Vanden-Plas-Version mit stark modifizierter Frontpartie. Das Auto entstand allerdings nur als Prototyp und blieb ein Einzelstück. Eine Serienfertigung wurde nicht aufgenommen.[6] Stattdessen stellte British Leyland nur ein halbes Jahr nach der Markteinführung alle Austin-, Morris- und Wolseley-Versionen ein und präsentierte im September 1975 ein äußerlich und technisch identisches Einheitsmodell, das einfach als Princess bezeichnet wurde. Auf diese Weise wurde Van den Plas’ ehemalige Modellbezeichnung zu einer eigenständigen Marke im BLMC-Konzern.

#### Ausstattungslinien
Ab 1972 gab es neben der Chauffeurlimousine Daimler DS420 auch eine besonders luxuriös ausgestattete Variante der Daimler Sovereign und Double-Six aus der Jaguar XJ-Serie, die bis 1979 im Vanden-Plas-Werk in Kingsbury lackiert und ausgestattet wurden. Ab 1982 wurden diese Wagen in vielen Exportmärkten als Jaguar Vanden Plas angeboten. Rover nutzte den Namen Vanden Plas für luxuriös ausgestattete Versionen der SD1-Limousine, und zeitweise wurde auch das Mittelklassemodell Austin Ambassador, der Nachfolger des Princess, in einer Vanden-Plas-Version angeboten.
Bei der Privatisierung Jaguars 1984 wurden die Rechte am Namen Vanden Plas für Europa der Austin Rover Group zugesprochen, weil diese die Spitzenmodelle ihrer Modellreihen mit diesem Namen benannte. Da Austin Rover sich aus dem US-Markt zurückgezogen hatte und der Jaguar Vanden Plas dort gleich sehr beliebt geworden war, gestand man Jaguar die Nutzung des Vanden Plas-Namens für den Rest der Welt zu.
Während Rover bald auf die Verwendung des Namens verzichtete, wurde die Spitzenausführung der Jaguar-Limousine in Nordamerika bis 2002 Vanden Plas genannt. Als Beispiel kann der Jaguar XJ Serie II (X300) angeführt werden, der in der „Daimler“-Version in den USA aus Lizenzgründen als „X300 Vanden Plas“ vertrieben wurde.
2006 wurde der Name für das US-Spitzenmodell mit Saugmotor wiederbelebt.